# Hans Esser
Hans Esser (Essen, 15 gennaio 1909 – Hilden, 26 agosto 1988) è stato uno schermidore tedesco, vincitore di una medaglia di bronzo nella scherma ai giochi olimpici.